# Anton Schaffer von Schäffersfeld

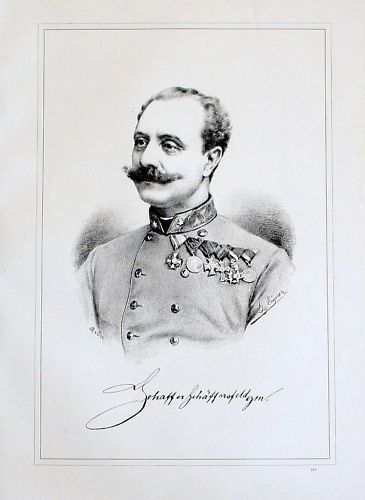
Anton Schaffer von Schäffersfeld

Anton Josef Franz Ritter Schaffer von Schäffersfeld (* 10. Februar 1835 in Graz; † 27. Oktober 1910) war ein österreichischer General.

## Leben
Nach seiner Ausbildung in der Theresianischen Militärakademie wurde der Beamtensohn einem Infanterieregiment zugeteilt. Im Revolutionsjahr 1848 kämpfte Anton Schaffer von Schäffersfeld als Oberleutnant gegen die vom Königreich Sardinien-Piemont unterstützten nationalitalienischen Aufständischen, unter anderem in der Schlacht von Santa Lucia bei Verona und der Schlacht von Vicenza. 
Zu Beginn des Jahres 1849 wurde Schaffer von Schäffersfeld dem Generalstab im Hauptquartier von Feldmarschall Radetzky zugeteilt und machte die Schlacht bei Mortara und die Schlacht bei Novara mit. In den folgenden Jahren machte er Karriere als Generalstabsoffizier.
Im Krieg zwischen Österreich und dem Königreich Sardinien-Piemont 1859 kämpfte Schaffer von Schäffersfeld, mittlerweile Major, in der Schlacht von Solferino. Im Jahr darauf wurde er als Professor an die k. k. Kriegsschule berufen. 
1867 wurde Schaffer von Schäffersfeld Vorstand einer Abteilung des Kriegsministeriums und war an der infolge der Niederlage bei Königgrätz notwendig gewordenen Reorganisation der k.u.k. Armee beteiligt. 1869 wurde er Kommandant jenes Regiments, bei dem er seine militärische Laufbahn begonnen hatte (Infanterieregiment Leopold II. König der Belgier Nr. 27). 
Nach einigen anderen Kommandos und der Beförderung zum Feldmarschallleutnant wurde er 1878 Kommandant der Festung Krakau. Hier setzte sich Schaffer von Schäffersfeld für den Wiederaufbau des Krakauer Königsschlosses auf dem Wawel ein, das zu jener Zeit als Kaserne, Gefängnis und Lagerraum benutzt wurde. 1882 trat Schaffer von Schäffersfeld in den Ruhestand.